# Arachnoidea thalassae
Arachnoidea thalassae är en mossdjursart som först beskrevs av Jean-Loup d'Hondt 1978.  Arachnoidea thalassae ingår i släktet Arachnoidea och familjen Arachnidiidae. Inga underarter finns listade i Catalogue of Life.